# 야코프 스베르들로프
야코프 미하일로비치 스베르들로프(러시아어: Я́ков Миха́йлович Свердло́в, 1885년 6월 3일~1919년 3월 16일)은 소비에트 연방의 혁명가, 정치가이다. 러시아 사회민주노동당(РСДРП)과 소련 공산당(КПСС)의 당원이었으며, 1917년부터 1919년까지 전러시아 소비에트 대회 중앙집행위원회 의장을 지냈다.